# عملیات کربلای ۱۰
عملیات کربلای ۱۰ عملیات تهاجمی گسترده سپاه پاسداران انقلاب اسلامی، در خلال جنگ ایران و عراق بود، که به مدت ۱۱ روز، در بهار ۱۳۶۶ در حوالی روستای ماووت، در استان سلیمانیه، عراق توسط نیروی زمینی سپاه پاسداران و با مشارکت نیروهای اتحادیه میهنی کردستان عراق انجام شد.

## منطقه عملیات
منطقه عملیات کربلای ۱۰ در محور بانه-سردشت قرار داشت که از شمال به رودخانه کلاس، از جنوب به رودخانه آوسیویل، از شرق به سورکوه و از غرب به ارتفاعات گرده‌رش و آسوس منتهی می‌شد. منطقه عمومی این عملیات در محور بانه- سردشت از شمال به رودخانه مرزی «گلاس»، از جنوب به رودخانه «آوسیویل»، از شرق به «سورکوه» و از غرب به ارتفاعات «گرده‌رش» و سپس ارتفاعات عمومی «آسوس» منتهی می‌شد. این منطقه دارای عوارض حساس و ارتفاعات نسبتاً بلند و صعب‌العبور است.

## شرح عملیات
در روز ۳۰ فروردین ۱۳۶۶ عملیات کربلای ۱۰ با «رمز یا صاحب‌الزمان (عج) ادرکنی» توسط نیروی زمینی سپاه در منطقه‌ای به وسعت ۲۵۰ کیلومترمربع آغاز شد. بعد از ظهر روز اول، نیروهای عراقی با اجرای پاتک و پشتیبانی، آتش، ارتفاع گلان را بازپس گرفتند اما پس از ساعتی عقب زده شدند. در مرحله دوم عملیات، دو اقدام اساسی مدنظر قرار گرفت، اول: تکمیل ارتفاع گلان و پیشروی روی ارتفاع قشن. دوم: برقراری الحاق کامل با قرارگاه رمضان. برای این منظور، یگان‌های مرحله دوم وارد عمل شده و موفق شدند ضمن تکمیل ارتفاع گلان، بر روی ارتفاع قشن نیز پیشروی کنند، اما به دلیل کمبود نیرو و ضعف پشتیبانی، ادامه عملیات میسر نشد و پس از ۱۰ روز، با تصرف اهداف مرحله اول، عملیات به پایان رسید.
عملیات کربلای ۱۰ با پیروزی نسبی نیروهای ایرانی همراه بود و بخشی از مناطق مرزی ایران و بیش از ۲۵۰ کیلومتر مربع از استان سلیمانیه در خاک عراق، به تصرف نیروهای ایرانی درآمد. طی این حمله آزادسازی ۵۰ روستای منطقه، ارتفاعات سرلگو، بردهوش، قشن، اسبیدار، کلان و چند ارتفاع دیگر میسر شد. همچنین ۲۰ کیلومتر از جاده ماووت- سلیمانیه تحت کنترل ایرانی‌ها درآمد.

## استعدادها، تلفات و خسارات

### ایران
استعداد نیروهای ایرانی در عملیات کربلای ۱۰ شامل: ۵۰ گردان پیاده، ۳ تیپ مستقل، با پشتیبانی ۶ گردان توپخانه و مشارکت ۴ هزار نفر از اعضای اتحادیه میهنی کردستان عراق بود و در مقابل استعداد نیروهای عراقی درگیر در این عملیات؛ ۲۷ گردان پیاده، ۱۰ گردان کماندویی، ۲ گردان زرهی و ۱ گردان مکانیزه را شامل می‌شد.
در این عملیات حسن شفیع‌زاده؛ فرمانده توپخانه نیروی زمینی سپاه کشته شد.

### عراق
استعداد نیروهای عراقی را اینگونه نوشته‌اند:
- لشکر ۲۴ پیاده: از شاخ مندا تا ده هرزینه
- لشکر ۳۹ پیاده: از ده هرزینه تا انتهای گرده‌رش و تنگه آوسیویل
- لشکر ۳۴ پیاده: از تنگه آوسیویل تا بارانه
- لشکر ۲۷ پیاده: از بارانه تا هانی‌قول
- یک لشکر با هویت نامشخص: از هانی‌قول تا تمورژنان
- لشکر ۳۶ پیاده: از تمورژنان تا سترمک

تجهیزات منهدم شده عراقی‌ها شامل یک فروند هلیکوپتر، ده‌ها دستگاه تانک و نفربر، چندین قبضه خمپاره‌انداز، مقداری سلاح سبک و نیمه سنگین است. همچنین ۱۳ گردان و تیپ مستقل دشمن آسیب دیده، تعداد کشته و زخمی‌ها و اسرای آنها به ۴۲۳۵ نفر رسید.

## برای مطالعهٔ بیشتر
- محسن رشید، گزارشی کوتاه/مرکز مطالعات و تحقیقات جنگ سپاه، ویرایش: مهدی انصاری، تهران: سپاه پاسداران انقلاب اسلامی، مرکز مطالعات و تحقیق جنگ، ۱۳۷۸، شابک: ۹۶۴-۶۳۱۵-۳۳-x